# Planiplax machadoi
Planiplax machadoi is een libellensoort uit de familie van de korenbouten (Libellulidae), onderorde echte libellen (Anisoptera).
De soort staat op de Rode Lijst van de IUCN als onzeker, beoordelingsjaar 2007.
De wetenschappelijke naam Planiplax machadoi is voor het eerst geldig gepubliceerd in 1949 door Santos.